# Albert ter Heerdt
Albert ter Heerdt (Didam, 21 mei 1960) is een Nederlandse scenarioschrijver en regisseur. 

## Biografie
Hij studeerde Nederlandse taal- en letterkunde, algemene literatuurwetenschap en filmkunde aan de Universiteit van Amsterdam. Schreef en/of regisseerde o.a. de televisieseries De zeven deugden, Tijd van leven en de speelfilms Shouf shouf habibi en Kicks. 

## Prijzen
In 2004 won hij een Gouden Kalf voor Shouf shouf habibi (Prijs van de Nederlandse filmkritiek) en werd hij genomineerd voor het scenario van zowel Shouf Shouf habibi als Kicks. In hetzelfde jaar won hij op het filmfestival van Caïro de prijs voor het Beste scenario voor Kicks.
Officiële selectie Internationaal filmfestival van Berlijn (Panorama-section). Hij kreeg ook de KNF-prijs (prijs van de Nederlandse filmjournalistiek) voor Shouf shouf habibi.